# Asarum
Asarum és un gènere de plantes de la família Aristolochiaceae, Es coneix com a gingebre salvatge. L'espècie Asarum canadense és nativa dels boscos de l'est d'Amèrica del Nord. Es troba dels grans plans de l'est a la costa atlàntica, i del Canadà del sud-est del sud aproximadament a la línia de frontera dels Estats Units del sud-est.

## Taxonomia
- Asarum arifolium
- Asarum bashanense
- Asarum campaniflorum
- Asarum canadense
- Asarum caudatum
- Asarum caudigerellum
- Asarum caudigerum
- Asarum caulescens
- Asarum chengkouense
- Asarum chinensis
- Asarum controversum
- Asarum crassisepalum
- Asarum crassum
- Asarum crispulatum
- Asarum debile
- Asarum delavayi
- Asarum dimidiatum (sinònim de Asiasarum dimidiatum)
- Asarum epigynum (sinònim de Geotaenium epigynum)
- Asarum europaeum
- Asarum forbesii (sinònim de Heterotropa forbesii)
- Asarum fukienense
- Asarum geophilum (sinònim de Geotaenium geophilum)
- Asarum gusuk
- Asarum hartwegii
- Asarum hayatanum
- Asarum heterotropioides (sinònim de Asiasarum heterotropiodes)
- Asarum himalaicum
- Asarum hongkongense
- Asarum hypogynum
- Asarum ichangense
- Asarum inflatum
- Asarum insignis
- Asarum kooyanum
- Asarum lemmonii
- Asarum leptophyllum
- Asarum longerhizomatosum
- Asarum macranthum
- Asarum magnificum
- Asarum majale
- Asarum marmoratum
- Asarum maruyamae
- Asarum maximum
- Asarum mikuniense
- Asarum mitoanum
- Asarum nanchuanense
- Asarum nobilissimum
- Asarum petelotii
- Asarum porphyronotum
- Asarum pulchellum
- Asarum renicordatum
- Asarum sagittarioides
- Asarum senkakuinsulare
- Asarum sieboldii (sinònim de Asiasarum sieboldii)
- Asarum splendens
- Asarum taipingshanianum
- Asarum tohokuense
- Asarum tongjiangense
- Asarum wagneri
- Asarum wulingense
- Asarum yunnanense (sinònim de Geotaenium yunnanse)